# 교문중학교
교문중학교(橋門中學校)는 대한민국 경기도 구리시 교문동에 있는 공립 중학교이다.

## 학교 연혁
- 1994년 2월 28일 : 30학급 설립인가
- 1994년 3월 1일 : 초대 교장 나정자 취임
- 1994년 3월 3일 : 신입생 493명 입학(남 7학급, 여 3학급)
- 1994년 12월 31일 : 12교실 증축
- 1995년 12월 31일 : 12교실 증축
- 1997년 2월 15일 : 제1회 졸업식 (495명 졸업)
- 2024년 1월 5일 : 제28회 졸업식(171명, 누계 9,149명)
- 2024년 3월 1일 : 제11대 교장 백경순 취임

## 참고 자료
- 교문중학교 - 한국교육학술정보원 학교알리미